# Warszawska Kolej Dojazdowa
El Ferrocarril suburbano de Varsovia (Warszawska Kolej Dojazdowa en polaco) o WKD por sus siglas en polaco es una línea de cercanías de tren ligero que conecta Varsovia, Polonia, con otras localidades al cabo de una línea que se divide en dos ramales. 
El recorrido del tren empieza desde la Estación de Varsovia-Śródmieście hasta Podkowa Leśna Główna, a partir de ahí la línea se separa en dos caminos que continúan hasta Grodzisk Mazowiecki Radońska y por el otro camino a Milanówek-Grudów.

## Galeria

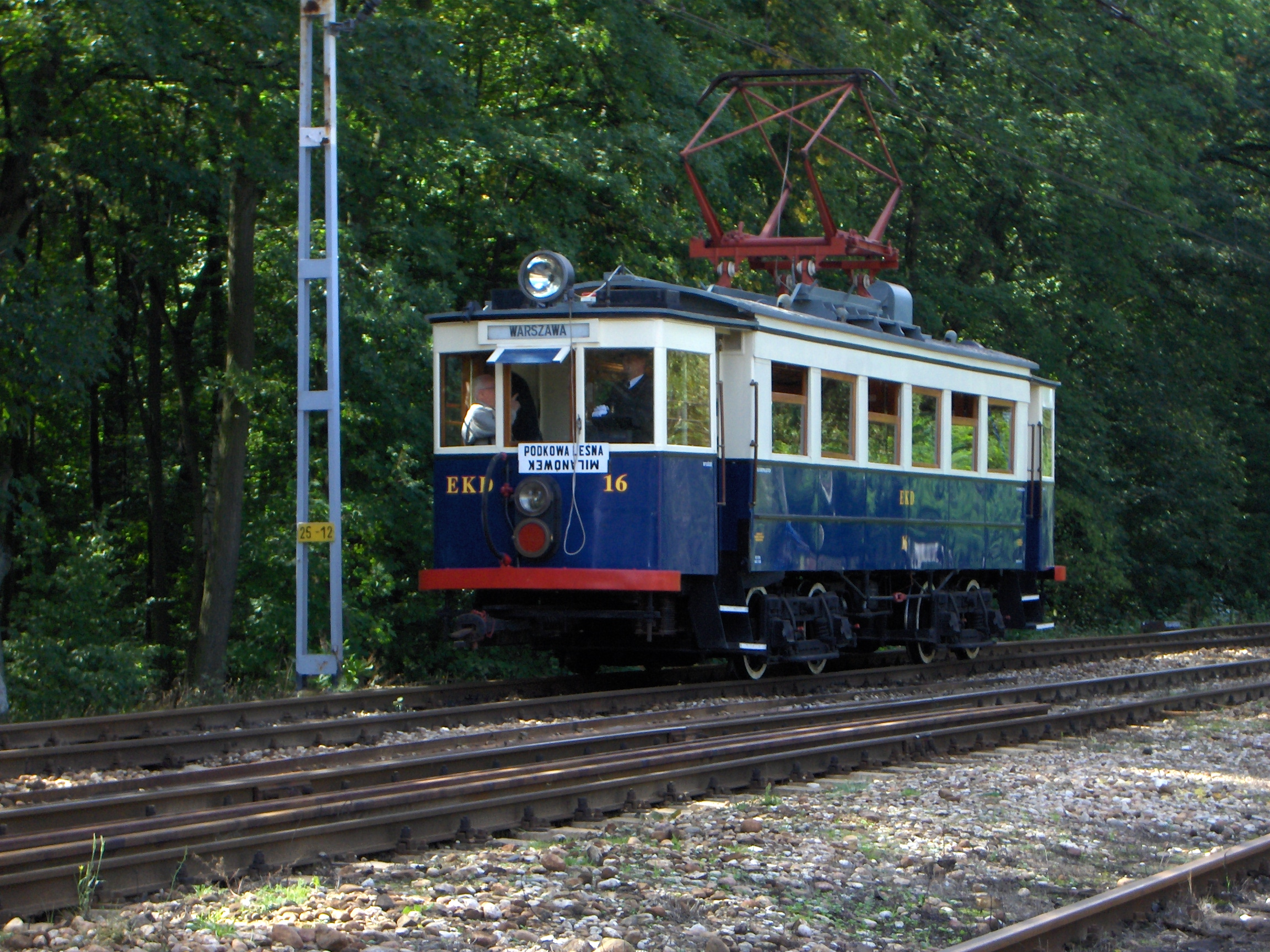
EN80
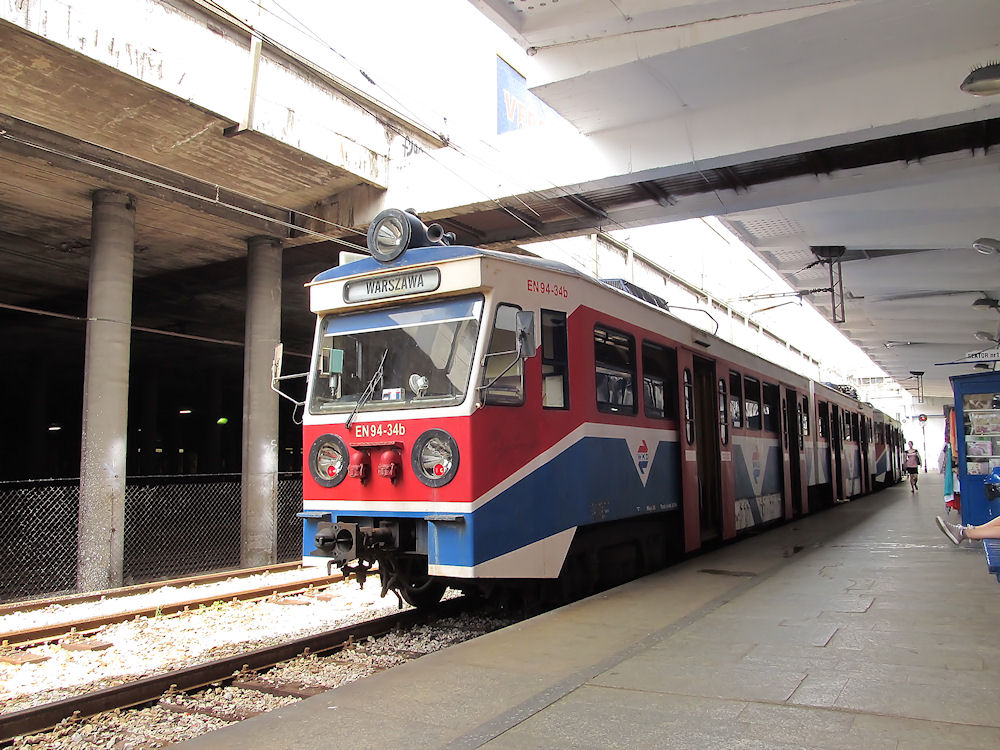
EN94
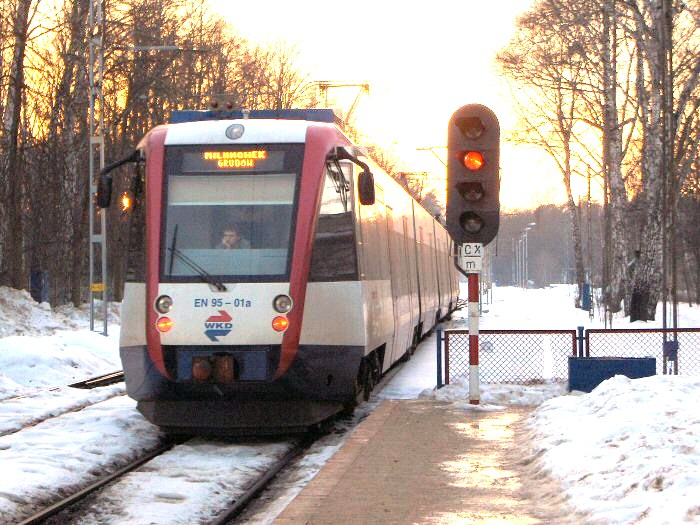
EN95
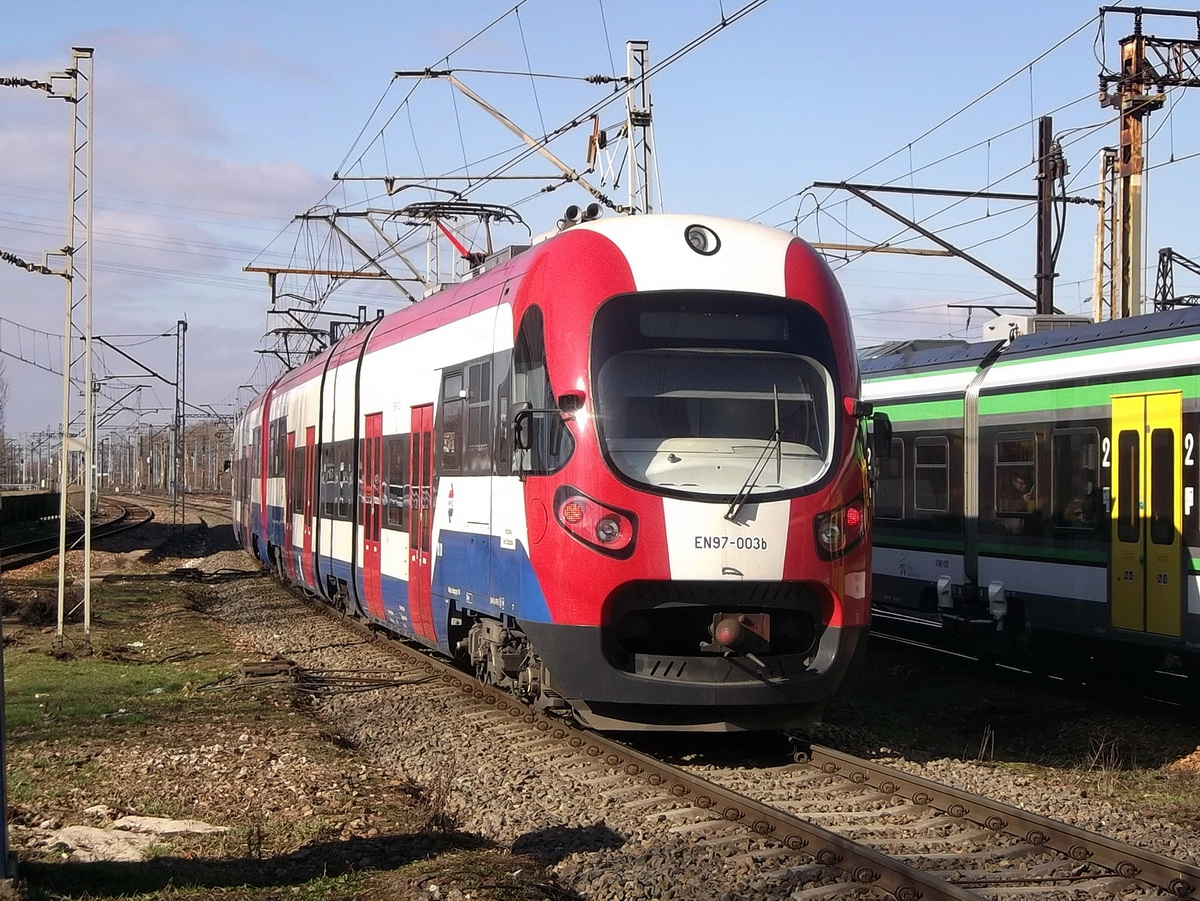
EN97
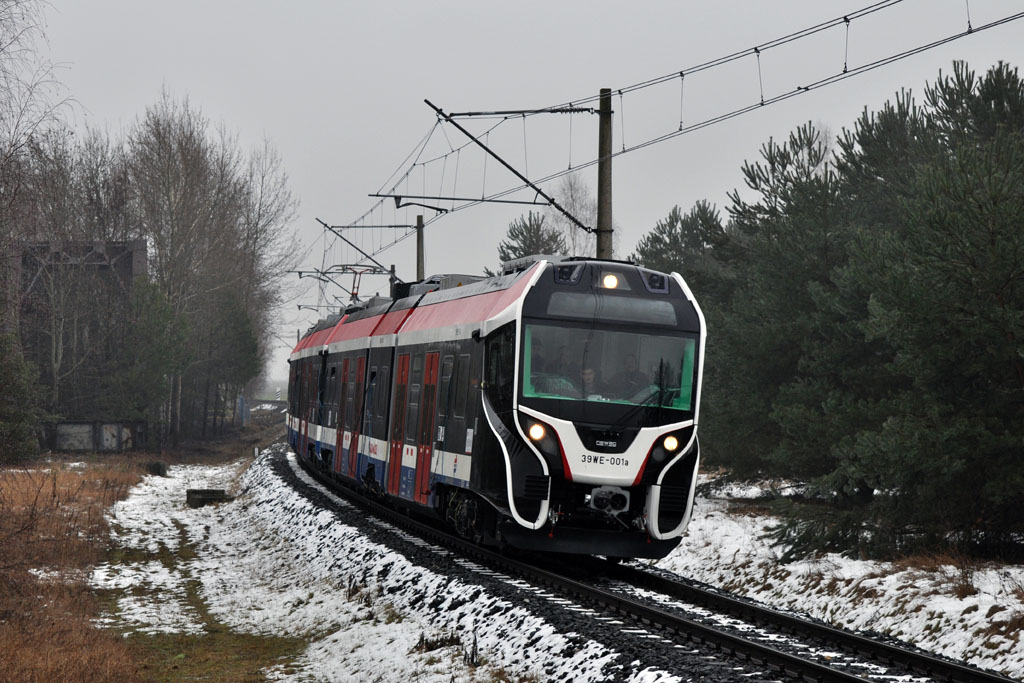
EN100